# Americabaetis jorgenseni
Americabaetis jorgenseni is een haft uit de familie Baetidae. De wetenschappelijke naam van de soort is voor het eerst geldig gepubliceerd in 1909 door Esben-Petersen.
De soort komt voor in het Neotropisch gebied.